# كنانايا
الكنانايا والمعروفة أيضًا باسم الجنوبيين، هي مجموعة أندوغامية في مجتمع مسيحيو مار توما في ولاية كيرالا في الهند. يتم تمييزهم عن جزء آخر من المجتمع، والمعروف في هذا السياق باسم الشماليين. ويوجد اليوم حوالي 300,000 كنانايا في الهند وغيرها.
أصول تقسيم المسيحيين القديس توما إلى مجموعات بين الشمال والجنوب غير واضحة. تعود التقاليد العديدة إلى وصول التاجر السرياني توما من قانا في القرن الرابع أو القرن الثامن الذي قاد هجرة العائلات اليهودية المسيحية في الشرق الأوسط (المسيحية المبكرة) إلى الهند. ويدعي الكنانايا النسب إلى توما من قانا وأولئك الذين جاءوا معه. كانت الانقسامات حاضرة بحلول حقبة الإستعمار البرتغالي في القرن السادس عشر، وقد لوحظت مجدداً خلال الحقبة الاستعمارية الأوروبية.
اليوم غالبية الكنانايا هم أعضاء في كنيسة السريان الملبار الكاثوليك وكنائس مالانكارا. أصبحوا بارزين بشكل متزايد في ولاية كيرالا في أواخر القرن التاسع عشر. حيث أدت التغيرات الاجتماعية في الهند البريطانية إلى زيادة الثروة والسلطة الاجتماعية لمسيحيي القديس توما. وهاجر العديد من أبناء المجتمع بعيدًا خلال القرنين العشرين والواحد والعشرين، غربًا إلى حد كبير، وشكلوا مجتمعات في المناطق التي لا تتحدث باللغة الماليالامية، إلى جانب شتات من المغتربين الذين يعيشون حالياً في الولايات المتحدة وكندا وأستراليا والمملكة المتحدة.
مثل غيرهم من مسيحيي القديس توما، تستمد الثقافة الجنوبيَّة إلى حد كبير من الثقافة المسيحية السريانية الممزوجة بالعادات الهندية المحلية، مع العناصر اللاحقة المستمدة من الاتصالات الهندية والأوروبية. ومع ذلك يحتفظ الكنانايا بثقافة فرعية فريدة خاصة بهم وقد وجد عدد من العلماء أن تقاليد وعادات الكنانايا المتميزة والتي تشبه تقاليد يهود كوشين في كيرالا. ويمكن ملاحظة ذلك من خلال التشابه في الأغاني الشعبية والتقاليد الشعبية. من المحتمل أن يكون هذا التماثل ناتجًا عن حقيقة أن المجموعات عاشت على مقربة خلال قرون، وربما تعكس أيضًا أجداد وأسلاف الكنانايا اليهودية المزعومة.